# Мерівезер Льюїс
Мерівезер Льюїс (18 серпня 1774, Айві, Вірджинія — 11 жовтня 1809, Гоенвалд, Теннессі) — американський першопроходець, офіцер і державний службовець. Один із лідерів експедиції Льюїса і Кларка, метою якої було дослідження Луїзіани, придбаної у Франції 1803 року, встановлення торгових відносин із корінним північноамериканським населенням на річці Міссурі та заява про права на володіння США північно-західними територіями й Орегонським краєм до того, як це зробили б європейські держави. 1806 року президент Томас Джефферсон призначив Мерівезера Льюїса другим губернатором території Луїзіана.

## Біографія
Мерівезер Льюїс народився в окрузі Албемарл (штат Вірджинія), у місці, нині відомому як Айві, в родині лейтенанта Вільяма Льюїса з Лакуст-Гілла (англ. Lewis of Locust Hill; 1733—1779) — етнічного валлійця. Власне ім'я Мерівезера Льюїса — прізвище матері Люсі Мерівезер (англ. Lucy Meriwether; 1752—1837), яка має змішане англо-італійське походження.
1793 року Мерівезер Льюїс закінчив академію Ліберті-Голл (нині Університет Вашингтона і Лі) і вступив до лав ополчення Вірджинії, а 1794 року у складі загону був відправлений на придушення повстання через віскі. 1795 року Мерівезер Льюїс у званні лейтенанта вступив до армії США, в якій прослужив до 1801 року, в тому числі в один час під командуванням свого майбутнього партнера за експедицією Вільяма Кларка.
1 квітня 1801 року Льюїс був призначений особистим секретарем президента Томаса Джефферсона. Мешкаючи у президентському маєтку, Льюїс часто перетинався з визначними політиками та митцями. Основним завданням Льюїса було забезпечення президента інформацією про політичні обставини в лавах армії США, у зв'язку з напливом офіцерів-федералістів після ухвалення Джоном Адамсом 1801 року акту про опівнічних суддів. Під час планування трансконтинентальної експедиції Джефферсон зупинився на кандидатурі Мерівезера Льюїса.
Льюїс і Кларк зустрілися в Сент-Чарлзі (нині — штат Міссурі), й експедиція попрямувала вгору вздовж річки Міссурі, потім перетнула Скелясті гори та сплавилася в басейні річки Колумбія до океану, після чого повернулася назад, досягнувши Сент-Луїса 23 вересня 1806 року. Повний звіт про експедицію було опубліковано 1814 року. Експедиція мала величезне значення для розуміння географії Північної Америки (до неї, наприклад, було невідомо про існування Скелястих гір), для вивчення природних ресурсів Північної Америки та для встановлення союзницьких відносин із індіанцями.
Після повернення з експедиції Льюїс отримав як нагороду 1600 акрів землі (близько 6,5 км²). Мерівезер Льюїс планував опублікувати експедиційні журнали, проте 1809 року несподівано пішов із життя. 1807 року президент Джефферсон призначив Льюїса губернатором території Луїзіана. Про ефективність губернаторства Льюїса існують різні думки. Попри активне будівництво доріг і просування торгівлі хутром, він намагався огородити від заселення західні землі, щоб утримати поселенців на своїй території, а також конфліктував із місцевими політичними лідерами, видавав суперечливі дозволи на торгівлю, попускав побори індіанців і в цілому не розвивав поштову систему. Також Льюїс не достатньою мірою контактував і зі своїм керівництвом.
З-поміж іншого Льюїс з 1796 до 1797 року був у масонській ложі округу Албемарл. 2 серпня 1808 року Льюїс зі спільниками подали прохання до головної ложі Пенсільванії про дозвіл на створення ложі в Сент-Луїсі. Першим майстром ложі пропонувалося призначити Льюїса. 16 вересня 1808 року ложа була затверджена.
11 жовтня 1809 року Льюїс загинув від пострілу в голову. Досі достеменно не встановлено, було це самовбивство чи вбивство.

## Спадщина
Внесок Льюїса в дослідження Заходу США визнається неоцінимим. За чотири роки після смерті Льюїса Томас Джефферсон писав про нього:
|  | Хоробрий духом, той, що зберігає стійкість і вірність меті, досягнення якої незломне ні перед чим, окрім нездоланних перепон… чесний, безкорисний, вільнодумний, винятково чуйний, вірний істині настільки, що будь-який зроблений ним опис буде настільки вірним, немов ми бачили б це на власні очі, з такими високими навичками, що якби природою для деякої мети лише однією його навичкою була б вибрана й обдарована інша людина, я б без вагань затвердив цю людину в заході [експедиції] Оригінальний текст (англ.) Of courage undaunted, possessing a firmness and perseverance of purpose which nothing but impossibilities could divert from its direction, ... honest, disinterested, liberal, of sound understanding and a fidelity to truth so scrupulous that whatever he should report would be as certain as if seen by ourselves, with all these qualifications as if selected and implanted by nature in one body for this express purpose, I could have no hesitation in confiding the enterprise to him. |

Гірська квітка Lewisia (родина Портулакові) та дятел червоноголовий меланерпес (Melanerpes lewis) названі на честь Льюїса. На його честь також отримали назви багато об'єктів: округи Льюїс в Айдахо, Льюїс у Кентуккі, Льюїс у Теннессі, Льюїс у Вашингтоні, округ Льюїс-енд-Кларк у Монтані, місто Льюїстон (Айдахо), форт Льюїс, печера Льюїса та Кларка та навіть підводний човен USS Lewis and Clark (SSBN-644).